# 龙勾乡
龙勾乡，是中华人民共和国江西省赣州市崇义县下辖的一个乡镇级行政单位。

## 行政区划
龙勾乡下辖以下地区：
龙勾村、牛轭村、东山村、寺里村、良田村、大岸村、合坪村和石塘村。